# Бадрудинов, Хасанхусейн Хасанхусейнович
Хасанхусейн Хасанхусейнович Бадрудинов (9 июля 1995, Эчеда, Цумадинский район, Дагестан, Россия) — российский борец вольного стиля. По национальности — аварец.

## Спортивная карьера
В августе 2014 года стал победителем юниорского первенства мира в хорватском Загребе. В апреле 2016 года одержал победу на молодежном первенстве России в Красноярске. В июне 2016 года стал серебряным призёром на турнире на призы С. Саркисяна в армянском Ванадзоре. На турнире памяти тренера нью-йоркского клуба Билла Фарелла стал серебряным призёром. В октябре 2017 года принимал участие в немецкой Бундеслиге, где боролся за клуб «Неккаргартах» и выиграл все четыре своих поединка. В июле 2019 года на чемпионате России в Сочи стал бронзовым призёром. В ноябре 2019 года стал победителем турнира на призы В. Семенова в Нефтеюганске.

## Спортивные результаты на крупных турнирах
- Чемпионат мира среди юниоров 2014 — ;
- Чемпионат мира среди юниоров 2015 — ;
- Чемпионат мира среди молодёжи 2016 — ;
- Чемпионат мира U23 2017 — 9;
- Чемпионат России по вольной борьбе 2019 — ;
- Межконтинентальный кубок 2019 — ;

## Личная жизнь
Родом из Цумадинского района. 31 августа 2019 года в Кизилюрте Хасанхусейн женился, супругу зовут Загра. Является выпускником юридического колледжа Северокавказского института, филиала Российской правовой академии в Махачкале.